# Costantinella
Costantinella es un género de hongos anamorfos de la familia Morchellaceae.

## Especies
El Catalogue of Life indica las siguientes especies:
- Costantinella cristata
- Costantinella athrix
- Costantinella micheneri
- Costantinella terrestris